# Testudinella aspis
Testudinella aspis is een raderdiertjessoort uit de familie Testudinellidae. De wetenschappelijke naam van deze soort is voor het eerst geldig gepubliceerd in 1939 door Carlin.